# Одоевские
Одо́евские (Одоевские-Масловы) — русский княжеский род, Рюриковичи, ветвь князей Новосильских, происходящих из князей черниговских, угасший в 1869 году. Согласно родословным сказкам старшие среди верховских князей. Имели высший государственный боярский чин.
Род внесён в Бархатную книгу. При подаче документов (февраль-апрель 1682) для внесения рода в Бархатную книгу, была предоставлена родословная роспись князей Одоевских.

## История рода
Князь Роман Семёнович Новосильский (XIII колено от Рюрика) из-за разорения города татарами перенёс в 1375 году столицу из Новосиля в Одоев, но именовался по-прежнему новосильским князем. После его смерти из Новосильского княжества выделяется собственно Одоевское княжество. Первым Одоевским удельным князем был Юрий Романович Чёрный. До конца XV века спорили с воротынскими князьями, происходящими от Льва Романовича, о старшинстве среди Новосильской ветви. С 1425 года на основе договоров (докончаний) Одоевские находились на службе в Литве, хотя и сохраняли полную княжескую власть внутри Одоевского княжества. По миру 1494 года Одоевские князья отложились от Литвы и признали над собой власть великого князя московского Ивана III Васильевича.

## Князья Одоевские-Масловы
По именному указу императора Александра II, данным Правительствующему сенату (30 июня 1878), по ходатайству вдовы гвардии ротмистра Софьи Масловой и жены коллежского асессора Нины Новиковой, урождённых княжон Одоевских, в уважение к древнейшему угасшему роду князей Одоевских, дозволено: сыну 1-й из просительниц, лейб-гвардии Конного полка штабс-ротмистру Николаю Николаевичу, присоединить к своей фамилии и гербу — фамилию, герб и титул князя Одоевского и именоваться впредь князем Одоевским-Масловым, с тем, чтобы в нисходящем потомстве его, фамилия, герб и титул князя переходил всегда к одному только старшему в роде и чтобы с присоединением фамилии не сопрягалось никакого преимущества в праве наследования. Копия с высочайше утверждённого герба выдана (20 мая 1880) гвардии ротмистру князю Николаю Николаевичу Одоевскому-Маслову.

## Описание герба
Родовой герб производен от герба Чернигова. В щите, имеющем золотое поле, изображён чёрный орёл с золотой короной на голове и распростёртыми крыльями, держащий в лапах позолоченный крест. Щит покрыт мантией и шапкой, принадлежащих княжескому достоинству.

## Геральдика
Герб князей Одоевских являлся одним из первых дворянских гербов, бытовавших в России. Он начал употребляться в семье не позже (1680). Черниговский герб изображен на трёх серебряных блюдах, принадлежавших боярину, князю Василию Федоровичу Одоевскому и датируемых историком В. К. Лукомским периодом между 1680 (годом получения боярства) и 1686 (годом его смерти). Орёл на блюдах имел отличия от окончательного варианта герба и держал в лапах не крест, а в правой — рог, в левой — булаву. Предметы эти хранились в Оружейной палате.
Полковник князь Петр Иванович Одоевский «с однофамильцами» просил (ноябрь 1792) Московское дворянское собрание записать его в губернскую родословную книгу и выдать о дворянстве грамоту. В числе прочих документов им были предоставлены описание и рисунок герба, который от утвержденного (1798) и внесенного в ОГДР отличался овальным щитом, отсутствием на орле короны и тем, что крест находился в правой, а не в левой лапе.
После пресечения рода князей Одоевских по именному указу императора Александра II (от 30 июня 1878) их фамилия, титул и герб были переданы сыну Софьи Масловой (урожденной княжны Одоевской) лейб-гвардии конного полка штабс-ротмистру, впоследствии генерал-лейтенанту, генерал-адъютанту, начальнику Московского дворцового управления Николаю Николаевичу Маслову, который стал именоваться князем Одоевским-Масловым. Потомства не оставил.
Герб князей Одоевских-Масловых, соединивший гербы двух родов, был высочайше утвержден (19 января 1885) и внесен в ОГДР (ОГ. VIII 7).

## Персоналии
- Юрий Романович Чёрный (? — после 1427) — первый удельный князь Одоевский, родоначальник князей Одоевских
  - Одоевский, Иван Юрьевич (? — около 1470) — удельный князь
    - Одоевский, Михаил Иванович
    - Одоевский, Фёдор Иванович (? — после 1497) — удельный князь, муромский наместник и воевода
    -  Одоевский, Василий Кривой Иванович

  - Одоевский, Василий Юрьевич (? — 1519) — литовский воевода
  - Одоевский, Фёдор Юрьевич
  -  Одоевский, Семён Юрьевич (? — 1473) — удельный князь, первым из верховских князей перешедший из Литвы со своим уделом в Россию
    - Одоевский, Иван Семёнович Сухорук (? — после 1527) — московский воевода
      - Одоевский, Роман Иванович (? — 1552) — воевода второй четверти XVI века
        - Одоевский, Никита Романович (? — 1573) — московский боярин, воевода и опричник
          - Одоевский, Михаил Никитич (? — 1590) — воевода
            - Одоевский, Юрий Михайлович (? — 1682) — наместник в Рязани, боярин, новгородский воевода[9]
              - Одоевский, Василий Юрьевич (1673—1752) — руководитель Оружейной палаты и Конюшенной казны
                - Одоевский, Иван Васильевич (1710—1768) — действительный тайный советник, сенатор, президент Вотчинной коллегии
                  - Одоевский, Николай Иванович (1739—1798) — полковник, масон.
                  - Одоевский, Иван Иванович (1742—1806) — генерал-поручик
                    - Одоевский, Иван Иванович (1792—1814) — офицер кавалерии, поручик

                  - Одоевский, Сергей Иванович (1743—1811) — полковник
                    - Одоевский, Иван Сергеевич (1769—1839) — генерал-майор, участник наполеоновских войн
                      - Одоевский, Александр Иванович (1802—1839) — русский поэт, декабрист

                    - Одоевский, Фёдор Сергеевич (1771—1808) — статский советник
                      - Одоевский, Владимир Фёдорович (1803—1869) — писатель, философ, педагог, музыкальный критик; на нём прекратилась фамилия князей Одоевских

                - Одоевская, София Васильевна (1724 — после 1762) — княжна, позднее — баронесса Лилиенфельд[10]; фрейлина, затем статс-дама императорского Двора

              - Одоевский, Михаил Юрьевич (? — 1743) — подполковник
                - Одоевский, Пётр Михайлович (? — 1749) — генерал-майор
                - Одоевский, Иван Михайлович (1702—1775) — действительный статский советник, президент Вотчинной коллегии
                  - Одоевский, Пётр Иванович (1740—1826) — полковник, московский благотворитель

          - Одоевский, Иван Никитич Большой (? — 1616) — русский боярин, новгородский воевода в Смутное время
            - Одоевский, Иван Иванович Меньшой (? — 1628) — боярин, наместник и воевода
            - Одоевский, Никита Иванович (? — 1689) — государственный и военный деятель при царе Фёдоре Алексеевиче
              - Одоевский, Михаил Никитич (? — 1652) — стольник царя Алексея Михайловича
              - Одоевский, Фёдор Никитич (? — 1656) — боярин и воевода
                - Одоевский, Василий Фёдорович (? — 1686) — кравчий и боярин; дворецкий

              - Одоевский, Алексей Никитич (? — 1655) — стольник царя Алексея Михайловича[11]
              - Одоевский, Яков Никитич (? — 1697) — боярин и воевода, первый судья в Аптекарском приказе[12]

          - Одоевский, Иван Никитич Меньшой (? — 1629) — боярин и воевода, участник Русско-польской войны 1605—1618 годов

      - Одоевский, Фёдор Иванович Меньшой (? — 1547) — боярин и воевода

    - Одоевский, Василий Семёнович Швих (? — 1534) — боярин и воевода
      - Одоевский, Семён Васильевич (? — после 1543) — боярин и воевода
        - Одоевский, Даниил Семёнович — воевода в Мценске, Козельске, Калуге, Болхове, Одоеве, Туле[13]

    - Одоевский, Пётр Семёнович — московский воевода